# Hans von Rokitansky

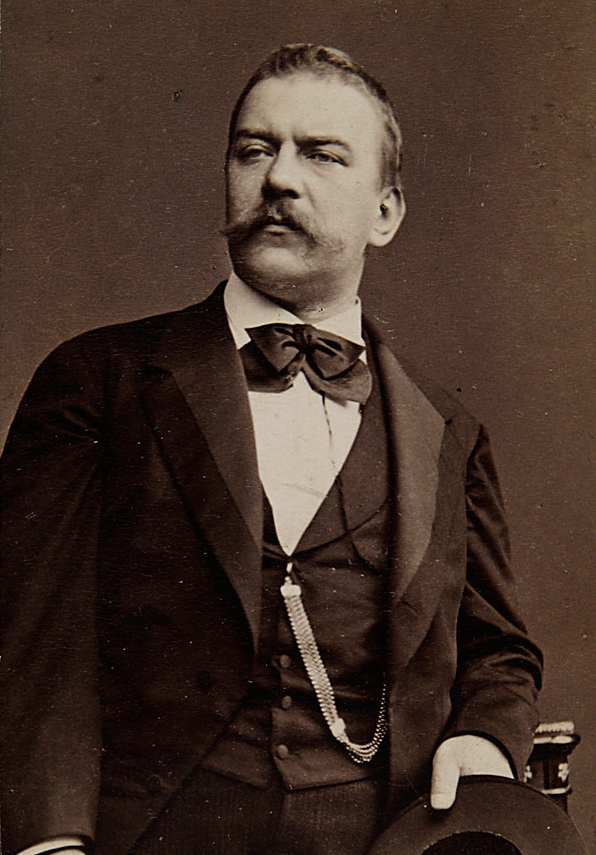
Hans Freiherr von Rokitansky

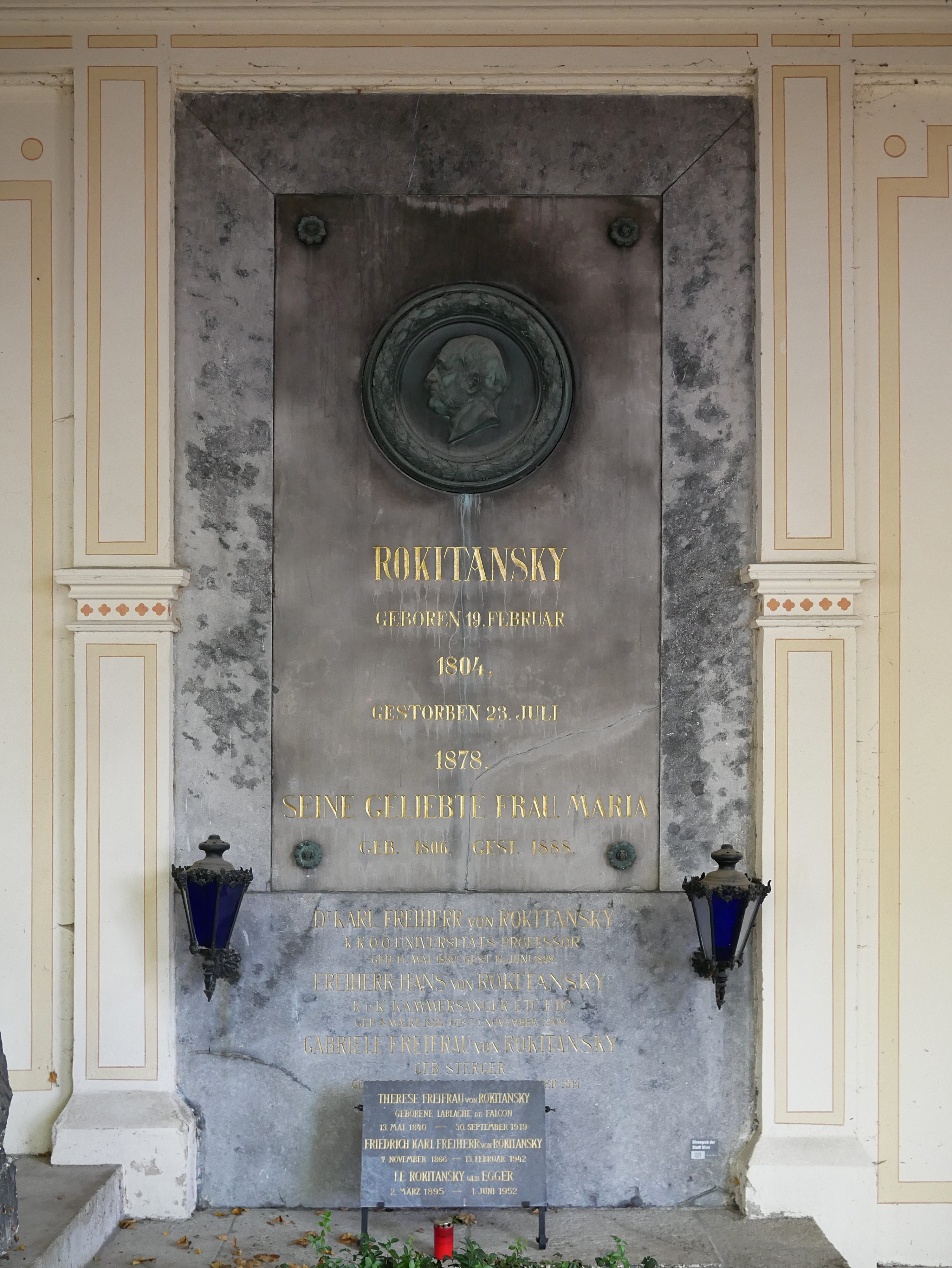
Grabstätte der Familie Rokitansky auf dem Hernalser Friedhof

Hans Freiherr von Rokitansky (* 8. März 1835 in Wien; † 1. November 1909 auf Schloss Laubegg, Steiermark, Österreich) war ein österreichischer Opernsänger (Bass) und Gesangspädagoge.

## Leben
Der Sohn der von Antonio Salieri ausgebildeten Sängerin Maria Anna Weiss und ihres Ehemannes Carl von Rokitansky lernte in Wien und Paris und debütierte in Bellinis Norma 1857. Hans Rokitansky hatte Auftritte in Bologna, Florenz, Turin und Mailand und war 1862 am Deutschen Landestheater in Prag beschäftigt. An der Hofoper in Wien sang er von 1864 bis 1893. Den Hohenpriester in Karl Goldmarks Oper Die Königin von Saba verkörperte er in Wien 1875. Rokitansky war auch als ausgezeichneter Wagner-Interpret bekannt. Er beherrschte den Belcanto-Vortrag und den französischen Grand-opéra-Stil.
Die Familiengrabstätte befindet sich auf dem Hernalser Friedhof in Wien (Arkaden re, Nummer 24).

## Schüler (Auswahl)
- Therese Boschetti, Oskar von Lauppert